# 卯杖
卯杖（うづえ）とは、辟邪具（邪気を祓う道具）の1つ。また、それを用いた年中行事。

## 概要
元は中国から伝わった風習（剛卯）が由来とされ、『日本書紀』には持統天皇3年（689年）に大学寮から天皇に杖80枚が献上されたのが初出である。律令制下では、正月の上卯日に悪鬼を祓う道具として諸衛府から献上される物とされた。材料としては柊、棗、桃、柏、椿、梅などの陽木を作物所にて5尺3寸（約1.6メートル）ずつの切り束に結ばれ、寿詞の奏上とともに天皇に献上された。『内裏式』には「上卯日献御杖式」の名称で作法が掲載されている。平安貴族の間では縁起物として贈答し合う風習があり、公家日記や物語でも扱われている。宮中行事として衰退の後も、神社では邪気を祓うだけでなく、豊饒多産などを祈るための道具として参詣者に配る風習が行われ、現在でもこうした配布が行われている神社もある。また、鷽替えの木うそや辟邪具の1つである卯槌のルーツを卯杖に求める説もある。

## その他
- 尾崎紅葉が主宰した俳句結社「秋声会」の機関誌。明治36年（1903年）1月創刊。明治42年に「木太刀」と改称し、昭和50年（1975年）12月に終刊。